# Папуга-довгокрил ангольський
Папуга-довгокрил ангольський (Poicephalus rueppellii) — вид папугоподібних птахів родини папугових (Psittacidae). Мешкає в Південній Африці. Вид названий на честь німецького натураліста Едуарда Рюпеля (1794—1884).

## Опис

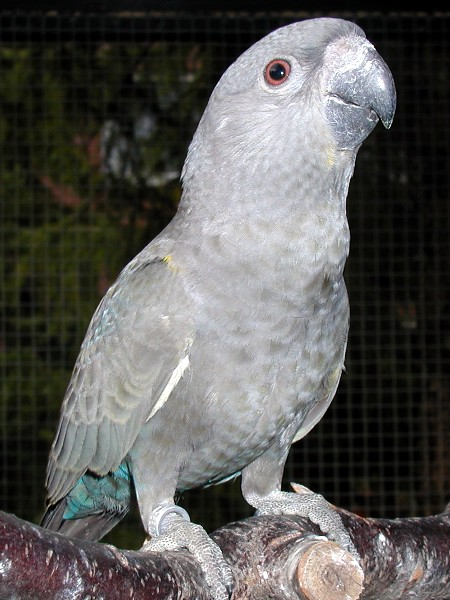
Ангольський папуга-довгокрил в неволі

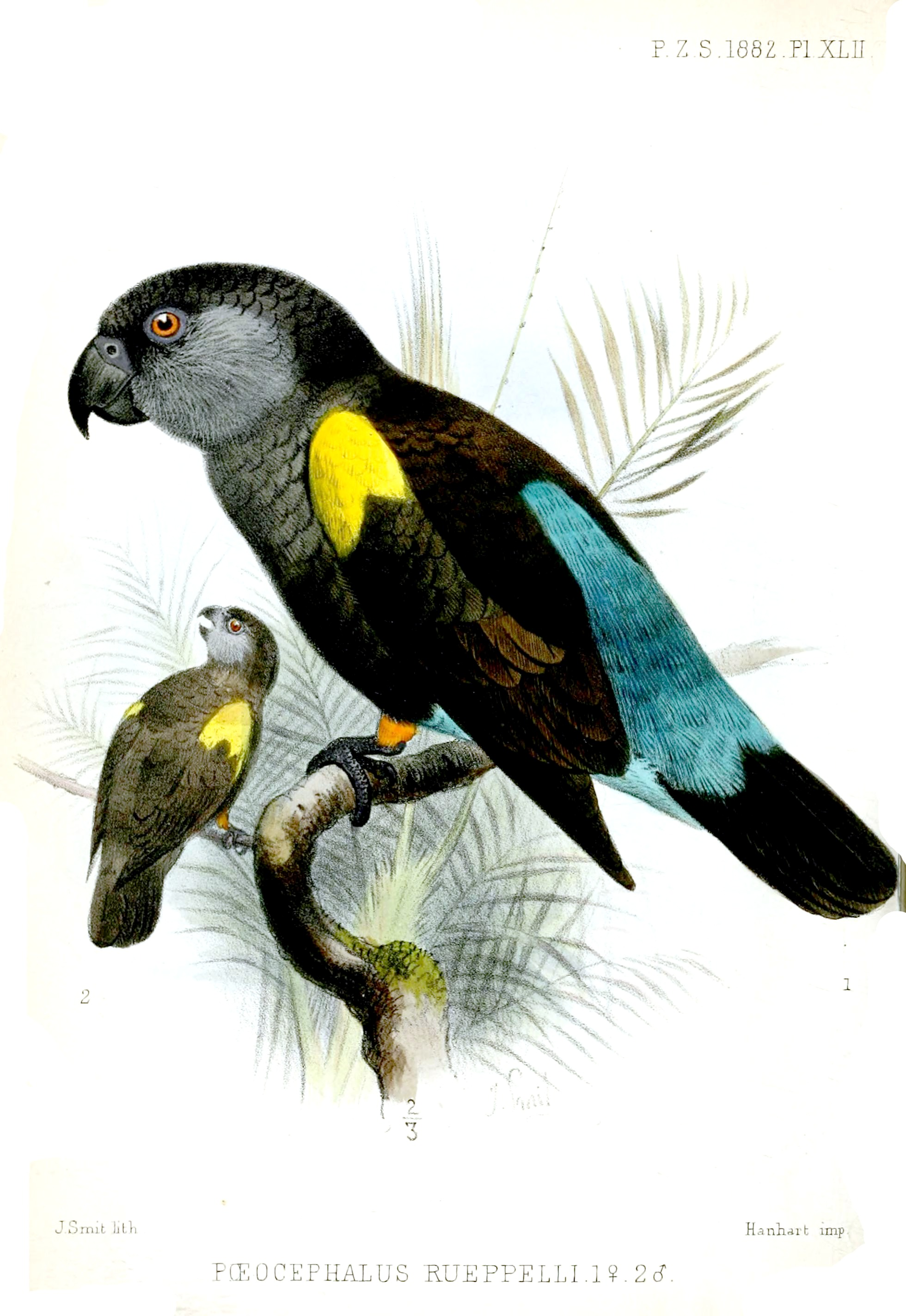
Ангольські папуги-довгокрила (на передньому плані самиця)

Довжина птаха становить 22-25 см, вага 100-140 г. Довжина крила становить 139-153 мм, дзьоба 20,2-22,8 мм, цівки 18 мм. Забарвлення переважно темно-сіро-коричневе, плечі, краї і нижні покривні пера крил і стегна жовті. Райдужки червонувато-оранжеві, дзьоб зверху сірувато-коричневий, знизу білуватий. У самиць і молодих птахів надхвістя і нижні покривні пера хвоста сині, а у самців сірі. Також у молодих птахів жовті плями в оперенні слабо виражені або відсутні.

## Поширення і екологія
Ангольські папуги-довгокрили мешкають на заході Анголи та в Намібії, спостерігалися на заході Ботсвани. Вони живуть в сухих тропічних лісах, рідколіссях і саванах, віддають перевагу заростям в долинах річок, зокрема заростям молочаю. Живляться насінням дерев, бруньками, фруктами, горіхами, ягодами, листям і корою. Дослідження, проведене в Намібії, показало, що ці птахи споживають плоди понад 37 видів рослин, зокрема терміналії, акації та альбіції. Крім того, вони живляться павуками, гусінню та комахами. Раціон цих птахів змінюється залежно від пори року: в Намібії з грудня по серпень основу раціону ангольських папуг-довгокрилів складає насіння, а одразу після почаку сезону дощів папуги живляться комахами і квітами.
Ангольські папуги-довгокрили гніздяться в дуплах дерев. В кладці 3-4 білих яйця. Інкубаційний період триває 28 днів, насиджають самиці. Пташенята покридають гніздо через 68 днів після вилуплення.

## Збереження
МСОП класифікує цей вид як такий, що не потребує особливих заходів зі збереження. Ангольські папуги-довгокрили занесені до Додатку II CITES.